# Liste der Gewässer in Gambia
Die Liste der Gewässer in Gambia ist eine Aufstellung von Gewässern im westafrikanischen Staat Gambia.

## Fließgewässer
Die meisten Fließgewässer in Gambia werden mit dem Zusatz Bolong genannt. Mit diesem Namenszusatz wird aber nicht unterschieden, ob es sich um ein Fluss handelt, der einer Quelle entspringt oder um einen Creek, der im Bereich der Mündung des Gambia in den Atlantischen Ozean zu finden ist. So ist beispielsweise das Tanbi Wetland Complex, mit Ausnahme des Lamin Bolong, ein Küstengewässer.
Viele Bolongs sind in der französischen Schreibweise als „Bôlon“ (auch Bolon) auf den Karten geführt, diese Schreibvarianten sind hier in der Auflistung nicht mehr aufgeführt.

### Fließgewässer, die im Atlantik münden
- nördlich der Mündung des Gambia (von Norden nach Süden)
  - Massarinko Bolong, Teil des Niumi National Park[1]
  - Niji Bolong, Teil des Niumi National Park[1]
- Gambia
  - siehe #Flusssystem Gambia
- südlich der Mündung des Gambia (von Norden nach Süden)
  - Gewässer im Tanbi Wetland Complex:
    - Oyster Creek, mit Mündung zum Atlantik
    - Sahara Creek (Namensvariante Sarro Bolong)
    - Parkers Creek (Schreibvariante Parkers's Creek)
    - Turnbull Bolong
    - Chitabong Bolong
    - Daranka Bolong
    - Lamin-Daranka-Channel
    - Lamin Bolong
    - Mandinari Bolong
- Cape Creek
- Kotu
- Tanji
- Tujereng
- Benifet
- Allahein (Namensvariante San Pedro)

### Flusssystem Gambia
| Name                                                                                  | Schreibvariante oder Namensvarianten                                                  | Bemerkung                                                                             | Sortier- schlüssel |
| ------------------------------------------------------------------------------------- | ------------------------------------------------------------------------------------- | ------------------------------------------------------------------------------------- | ------------------ |
| orografiesch rechte Flussseite, meist das nördliche Ufer des Gambia:                  | orografiesch rechte Flussseite, meist das nördliche Ufer des Gambia:                  | orografiesch rechte Flussseite, meist das nördliche Ufer des Gambia:                  | R000               |
| Buniadu Bolong                                                                        |                                                                                       |                                                                                       | R010               |
| Jimbana Bolong                                                                        |                                                                                       |                                                                                       | R020               |
| Sami Bolong                                                                           |                                                                                       |                                                                                       | R030               |
| Jurunkku Bolong                                                                       | Jurunku Bolong, Surunku Bolong                                                        |                                                                                       | R040               |
| Memmeh Bolong                                                                         |                                                                                       |                                                                                       | R041               |
| Tabirereh Bolong                                                                      |                                                                                       |                                                                                       | R050               |
| Tambana Bolong                                                                        |                                                                                       |                                                                                       | R060               |
| Mini Miniyang Bolong                                                                  | Mini Minium Balo, Jowara Bolong                                                       |                                                                                       | R070               |
| Koular Bolong                                                                         |                                                                                       | im Oberlauf, in Senegal                                                               | R071               |
| Kerewan Bolong                                                                        |                                                                                       |                                                                                       | R080               |
| Jammeh Kunda Bolong                                                                   |                                                                                       |                                                                                       | R090               |
| Salikeni Bolong                                                                       |                                                                                       |                                                                                       | R100               |
| Mandori Bolong                                                                        |                                                                                       | Teil des Bao Bolong Wetland Reserve                                                   | R110               |
| Duntu Malang Bolong                                                                   | Duntu Mallang Bolong                                                                  | Teil des Bao Bolong Wetland Reserve                                                   | R120               |
| Bao Bolong                                                                            |                                                                                       | Teil des Bao Bolong Wetland Reserve                                                   | R130               |
| Tanku Bolong                                                                          | Tunku Bolong                                                                          | Teil des Bao Bolong Wetland Reserve                                                   | R140               |
| Katchang Bolong                                                                       |                                                                                       | Teil des Bao Bolong Wetland Reserve                                                   | R150               |
| Jirrong Bolong                                                                        |                                                                                       |                                                                                       | R160               |
| Nianija Bolong                                                                        |                                                                                       |                                                                                       | R170               |
| Pallan Bolong                                                                         |                                                                                       |                                                                                       | R180               |
| Kai Hai Channel                                                                       |                                                                                       | rechter Flussabschnitt bei den Kai Hai Islands                                        | R190               |
| Sandugu Bolong                                                                        | Sami Bolong                                                                           |                                                                                       | R200               |
| Tuba Kuta Bolong                                                                      |                                                                                       |                                                                                       | R210               |
| Sine Bolong                                                                           |                                                                                       |                                                                                       | R220               |
| orografiesch linke Flussseite, meist das südliche Ufer des Gambia:                    | orografiesch linke Flussseite, meist das südliche Ufer des Gambia:                    | orografiesch linke Flussseite, meist das südliche Ufer des Gambia:                    | L000               |
| Gewässer im Tanbi Wetland Complex (siehe auch #Fließgewässer, die im Atlantik münden) | Gewässer im Tanbi Wetland Complex (siehe auch #Fließgewässer, die im Atlantik münden) | Gewässer im Tanbi Wetland Complex (siehe auch #Fließgewässer, die im Atlantik münden) | L010               |
| Mandina Bolong                                                                        |                                                                                       |                                                                                       | L020               |
| Jaleh Cassa Bolong                                                                    |                                                                                       |                                                                                       | L030               |
| Faraba Bolong                                                                         |                                                                                       |                                                                                       | L031               |
| Bulok Bolong                                                                          | Bulock Bolong                                                                         |                                                                                       | L040               |
| Brefet Bolong                                                                         |                                                                                       |                                                                                       | L050               |
| Pima Bolong                                                                           |                                                                                       |                                                                                       | L060               |
| Kandong Bolong                                                                        |                                                                                       |                                                                                       | L061               |
| Kaijara Bolong                                                                        |                                                                                       |                                                                                       | L062               |
| Payama Bolong                                                                         |                                                                                       |                                                                                       | L070               |
| Bintang Bolong                                                                        |                                                                                       |                                                                                       | L080               |
| Jurungkumani Bolong                                                                   | Jurang Kumani Bolong                                                                  |                                                                                       | L081               |
| Nganingkoi Bolong                                                                     |                                                                                       |                                                                                       | L090               |
| Sofaniama Bolong                                                                      | Sofanyama Bolong                                                                      |                                                                                       | L100               |
| Shima Bolong                                                                          | Shima Simong                                                                          |                                                                                       | L110               |

## Stillgewässer
In Gambia gibt es keine größeren Stillgewässer bzw. Seen. Bekannt sind drei Teiche:
- Heiliges Krokodilbecken von Kachikally
- Heiliges Krokodilbecken von Berending
- Heiliges Krokodilbecken von Folonko

Weiter die Kotu Ponds und die Teiche im Abuko Nature Reserve.

### Sümpfe
Die Sümpfe bzw. Sumpfgebiete Gambias sind vermehrt im Osten, in der Upper River Region, zu finden.
(alphabetisch sortiert)
- Brifu Swamp 13° 30′ 0″ N, 13° 54′ 0″ W
- Fajang Swamp 13° 23′ 0″ N, 14° 0′ 0″ W
- Faraba Swamp 13° 22′ 0″ N, 14° 7′ 0″ W
- Jonkoto Swamp 13° 27′ 0″ N, 13° 59′ 0″ W
- Kubasi Swamp 13° 28′ 0″ N, 13° 59′ 0″ W
- Kufay Swamp 13° 24′ 0″ N, 14° 3′ 0″ W
- Kunkafo Swamp 13° 28′ 0″ N, 13° 53′ 0″ W
- Kusun Swamp 13° 26′ 0″ N, 13° 55′ 0″ W
- Laybah Swamp 13° 26′ 0″ N, 14° 6′ 0″ W
- Painor Swamp 13° 24′ 0″ N, 14° 9′ 0″ W
- Prufu Swamp (Schreibvariante Prifu Swamp) 13° 19′ 0″ N, 14° 12′ 0″ W
- Tampaco Swamp 13° 26′ 0″ N, 14° 5′ 0″ W